# C/2007 W1 Boattini
La cometa C/2007 W1 (Boattini) è stata scoperta il 20 novembre 2007 dall'astronomo italiano Andrea Boattini, con il telescopio Cassegrain di 60 pollici (1,5 metri) installato sul monte Lemmon, in Arizona . È la prima cometa scoperta da Boattini. La scoperta è stata fatta nel corso del programma Mount Lemmon Survey (MLS, codice G96) condotto dall'osservatorio Steward. La cometa ha raggiunto a metà giugno 2008 la sua massima luminosità, raggiungendo quasi la visibilità a occhio nudo (5,2a); per la sua posizione è stata vista solo dall'emisfero australe. Dall'emisfero boreale è stata visibile con un buon binocolo solo nel successivo mese di luglio. La cometa è stata ritenuta una possibile cometa interstellare .

## Crateridi diurne
La cometa è il corpo progenitore dello sciame meteorico delle Crateridi diurne, un sciame visibile solo con i radar o via radio in quanto il suo radiante è molto vicino al Sole. Lo sciame ha avuto due outburst, uno nel 2003 e l'altro nel 2008. Lo sciame, non visibile tutti gli anni, ha una frequenza di circa 30 ZHR con picchi parecchi più alti durante gli outburst. È stato previsto un possibile, ma non certo, outburst nel 2015.